# Obselidia
Obselidia es una película estadounidense escrita y dirigida por Diane Bell, cineasta escocesa, estrenada en 2010 con Michael Piccirilli, Gaynor Howe y Frank Hoyt Taylor como protagonistas. La película cuenta la historia de un bibliotecario solitario que cree que el amor está obsoleto hasta que un viaje por carretera a Death Valley con una seductora proyeccionista de cine le demuestra lo contrario.
La película se estrenó en el Festival de Cine de Sundance de 2010 donde obtuvo dos premios, el premio a la excelencia en cinematografía y el premio Alfred P. Solan.

## Argumento
Convencido de que es el último vendedor de enciclopedias a domicilio del planeta, George decide escribir la Obselidia, un compendio de cosas obsoletas. Él piensa que el amor, entre otras cosas, es una de esas cosas. En su afán por documentar ocupaciones al borde de la extinción, se hace amigo de Sophie, una hermosa proyeccionista que trabaja en una sala especializada en cine mudo. Para Sophie nada es obsoleto mientras haya alguien dispuesto a amarlo.
En su búsqueda por catalogar profesiones que dentro de poco quedarán obsoletas, George (Piccirilli) une fuerzas con Sophie (Howe) y juntos viajan a Death Valley para entrevistar a un científico inconformista (Hoyt Taylor) quien pronostica la inminencia del fin del mundo.

## Reparto
- Michael Piccirilli como George
- Gaynor Howe como Sophie
- Frank Hoyt Taylor como Lewis
- Chris Byrne como Mitch
- Kim Beuché como Jennifer
- Michael Blackman Beck como Paul
- Linda Walton como Linda
- Grant Mathis como Monk

## Producción
Diane Bell comentó en una entrevista de 2010 que Obselidia se inspira vagamente en otras películas:
“Esta película nace del profundo amor que le tengo al cine (uno de los personajes principales es una proyeccionista de cine), por lo que tengo miles de inspiraciones. Algunas películas clave son: París, Texas de Wim Wenders y El hombre que amaba a las mujeres de Françoit Truffaut para el estilo de la película; para las escenas de conducción de bajo presupuesto, la gran película de serie B, El demonio de las Armas; Jules et Jim para las de ciclismo; Annie Hall de Woody Allen y Antes del Amanecer de Richard Linklater para las escenas de romance”.
El rodaje se llevó a cabo principalmente en California: en Death Valley Junction, Ballarat, Los Ángeles y Santa Mónica. 

## Recepción

### Reacción de la crítica:
Todd McCarthy de la revista Variety declaró: "dulce, inteligente, creada de manera espléndida y totalmente extravagante, Obselidia existe en su propio mundito completamente aparte de cualquier género de película independiente estadounidense hasta la fecha." McCarthy también escribió que "visualmente, la película es de gran belleza". David D'Arcy de la revista de cine Screen Daily, comentó que "el ambicioso guion de Bell busca una perspectiva nueva y encantadoramente humorística sobre el consumismo y deterioro ambiental, pero se apoya en máximas didácticas en los diálogos entre George y Sophie".

### Premios y nominaciones:
| Año  | Premio/ Festival                          | Categoría                                       | Receptor/as                             | Resultado | Ref.              |
| ---- | ----------------------------------------- | ----------------------------------------------- | --------------------------------------- | --------- | ----------------- |
| 2010 | Festival de cine de Sundance              | Premio Alfred P. Sloan                          | Obselidia                               | Ganador   | [ 6 ] [ 7 ] [ 8 ] |
| 2010 | Festival de cine de Sundance              | Premio a la Excelencia en Cinematografía: Drama | Zak Mulligan                            | Ganador   |                   |
| 2010 | Festival de Cine Independiente de Ashland | Mejor largometraje                              | Diane Bell                              | Ganadora  |                   |
| 2011 | FEST Youth Video and Film Festival        | Mejor ficción                                   | Diane Bell                              | Ganadora  |                   |
| 2011 | Premios Independent Spirit                | Mejor guion de ópera prima                      | Diane Bell                              | Nominada  | [ 9 ]             |
| 2011 | Premios Independent Spirit                | Premio John Cassavetes                          | Diane Bell, Chris Byrne, Matthew Medlin | Nominados | [ 9 ]             |